# 卡尔·伯格曼
卡爾·格奧爾格·盧卡斯·克里斯蒂安·伯格曼（德語：Carl Georg Lucas Christian Bergmann，1814年5月18日—1865年4月30日）是一名德國解剖學家、生理學家和生物學家。他提出伯格曼法則，將種群大小與環境溫度聯繫起來。

## 生平
1838年，伯格曼在哥廷根大學獲得醫學博士學位，後來在羅斯托克大學任高級醫療師和解剖學與生理學教授。1839年至1862年間，他在约翰内斯·彼得·米勒的《解剖學、生理學和醫學科學檔案 （页面存档备份，存于）》中發表一系列關於比較解剖學的論文。
伯格曼在哥廷根大學獲得實習機會，並於1843年被任命為副教授。1852年10月起，他成為羅斯托克大學的正教授和醫藥委員會的成員。1861年，他被任命為高級醫藥師。1865年4月30日，他從芒通回來後在日內瓦逝世，享年50歲。

## 出版作品
- Bergmann, C. (1846). Lehrbuch der Medicina Forensis für Juristen （页面存档备份，存于）. Friedrich Vieweg und Sohn, Braunschweig
- Bergmann, C. (1848). Über die Verhältnisse der Wärmeökonomie der Thiere zu ihrer Grösse （页面存档备份，存于） . Vandenhoeck und Ruprecht, Göttingen.
- Bergmann, C. and R. Leuckart (1855). Anatomisch-physiologische Uebersicht des Thierreichs. Vergleichende Anatomie und Physiologie （页面存档备份，存于）. J. B. Müller, Stuttgart.